# Bowls na Igrzyskach Wspólnoty Narodów 2010
Bowls na Igrzyskach Wspólnoty Narodów 2010, odbyło się w dniach 4 – 13 października 2010 w Jawaharlal Nehru Sports Complex. W tabeli medalowej tryumfowali zawodnicy z Republiki Południowej Afryki. 

## Medaliści[2]

### Mężczyźni
| Konkurencja |                                                                             |                                                    |                                                    |
| ----------- | --------------------------------------------------------------------------- | -------------------------------------------------- | -------------------------------------------------- |
| Single      | Rob Weale                                                                   | Leif Selby                                         | Gary Kelly                                         |
| Pary        | Południowa Afryka Shaun Addinall · Gerald Baker                             | Anglia Stuart Airey · Merv King                    | Malezja Khairul Abd Kadir · Fairul Izwan Abd Muin  |
| Trójki      | Południowa Afryka Johann Pierre de Plessis · Wayne Perry · Gidion Vermeulen | Australia Mark Casey · Wayne Turley · Brett Wilkie | Anglia Mark Bantock · Rob Newman · Graham Shadwell |

### Kobiety
| Konkurencja |                                                                 |                                                       |                                                     |
| ----------- | --------------------------------------------------------------- | ----------------------------------------------------- | --------------------------------------------------- |
| Single      | Natalie Melmore                                                 | Val Smith                                             | Kelsey Cottrell                                     |
| Pary        | Anglia Ellen Falkner · Amy Monkhouse                            | Malezja Hashimah Ismail · Zuraini Khalid              | Walia Anwen Butten · Hannah Smith                   |
| Trójki      | Południowa Afryka Tracy-Lee Botha · Susanna Nel · Susanna Steyn | Australia Claire Duke · Julie Keegan · Sharyn Renshaw | Anglia Sian Gordon · Sandy Hazell · Jamie-lea Winch |

## Tabela medalowa
| Poz.    | Państwo           |   |   |   | Łącznie |
| ------- | ----------------- | - | - | - | ------- |
| 1       | Południowa Afryka | 3 | 0 | 0 | 3       |
| 2       | Anglia            | 2 | 1 | 2 | 5       |
| 3       | Walia             | 1 | 0 | 1 | 2       |
| 4       | Australia         | 0 | 3 | 1 | 4       |
| 5       | Malezja           | 0 | 1 | 1 | 2       |
| 6       | Nowa Zelandia     | 0 | 1 | 0 | 1       |
| 7       | Irlandia Północna | 0 | 0 | 1 | 1       |
| Łącznie | Łącznie           | 6 | 6 | 6 | 18      |